# Susulus venustus
Susulus venustus is een steenvlieg uit de familie Perlodidae. De wetenschappelijke naam van de soort is voor het eerst geldig gepubliceerd in 1965 door Jewett.